# Жильцов, Игорь
Игорь Жильцов (родился в 1966 году) — российский регбист, игрок в регбилиг.

## Биография
Известен по своим выступлениям за московский клуб «Локомотив», чемпион и обладатель Кубка России. Выступал за команду ещё со времён СССР. В составе сборной России выступал на чемпионате мира по регбилиг 2000 года, сыграв два матча и проведя реализацию в ворота Фиджи.